# Пещеры Армении

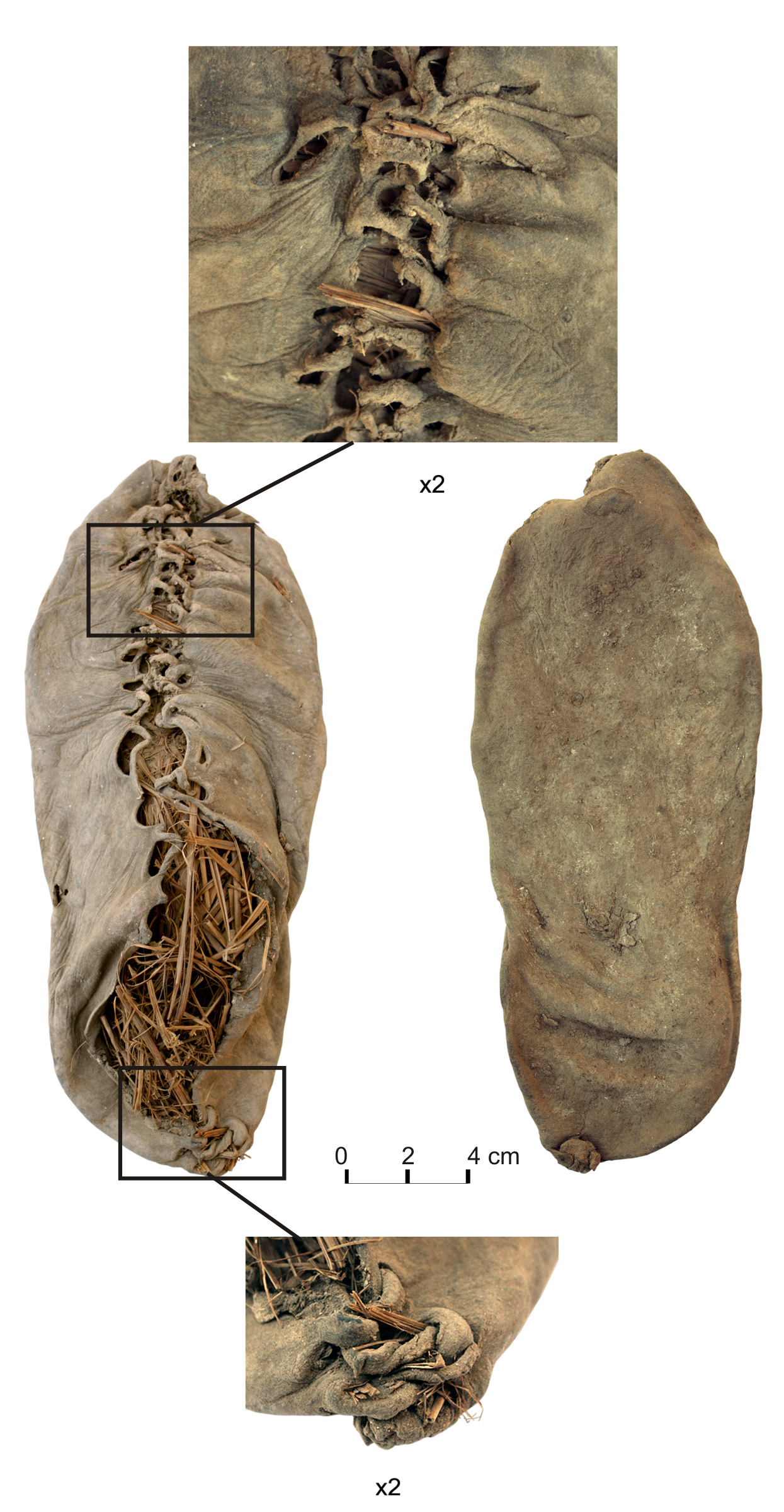
Обувь возрастом более 5 500 лет в пещере Арени, Армения

На территории Армении расположено достаточно большое количество пещер, что является следствием высокой вулканической активности в данном регионе раннее.
Среди армянских пещер наибольшую известность приобрела пещера Арени, в которой была найдена самая древняя обувь в мире возрастом 5 500 лет и обнаружена одна из древнейших винодельний в мире, где получали вино примерно в 4000 году до нашей эры.

## Список пещер Армении
Ниже представлен список некоторых пещер Армении.
| Название пещеры   | Оригинальное название | Местоположение                          |
| ----------------- | --------------------- | --------------------------------------- |
| Магела (Магелана) | Մագելի (Մագելանի)     | Область Вайоц-Дзор, близ деревни Вайк   |
| Мозров            | Մոզրով                | Область Вайоц-Дзор, близ деревни Мозров |
| Кармир            | Կարմիր                | Область Вайоц-Дзор, близ деревни Мозров |
| Киклоп            | Կիկլոպ                | Область Вайоц-Дзор, близ деревни Мозров |
| Сатани Камурдж    | Սատանի կամուրջի       | Область Сюник, близ монастыря Татев     |
| Лернанист (Сурби) | Լեռնանիստ             | Область Котайк, близ деревни Лернанист  |
| Арени             | Արենիի                | Область Вайоц-Дзор, близ деревни Арени  |
| Луйс              | Լույս                 | Область Арарат                          |

## Список пещерных комплексов Армении
Ниже представлен список некоторых пещерных комплексов Армении.
| Название пещеры | Оригинальное название | Местоположение                                                                       |
| --------------- | --------------------- | ------------------------------------------------------------------------------------ |
| Амасия          | Ամասիա                | Область Ширак                                                                        |
| Пайтасар        | Փայտասար              | Область Тавуш; 4 км к югу от села Кохб                                               |
| Даштакар        | Դաշտաքար              | Область Арарат                                                                       |
| Хор ор          | Խոր հոր               | Область Арарат; 3 км к юго-востоку от села Шагапа                                    |
| Андзавик        | Անձավիկ               | Область Арарат; 20 км к юго-востоку от города Веди, по правому берегу реки Ухтуакунк |
| Арцваник        | Արծվանիկ              | Область Сюник; село Арцваник                                                         |

## Галерея

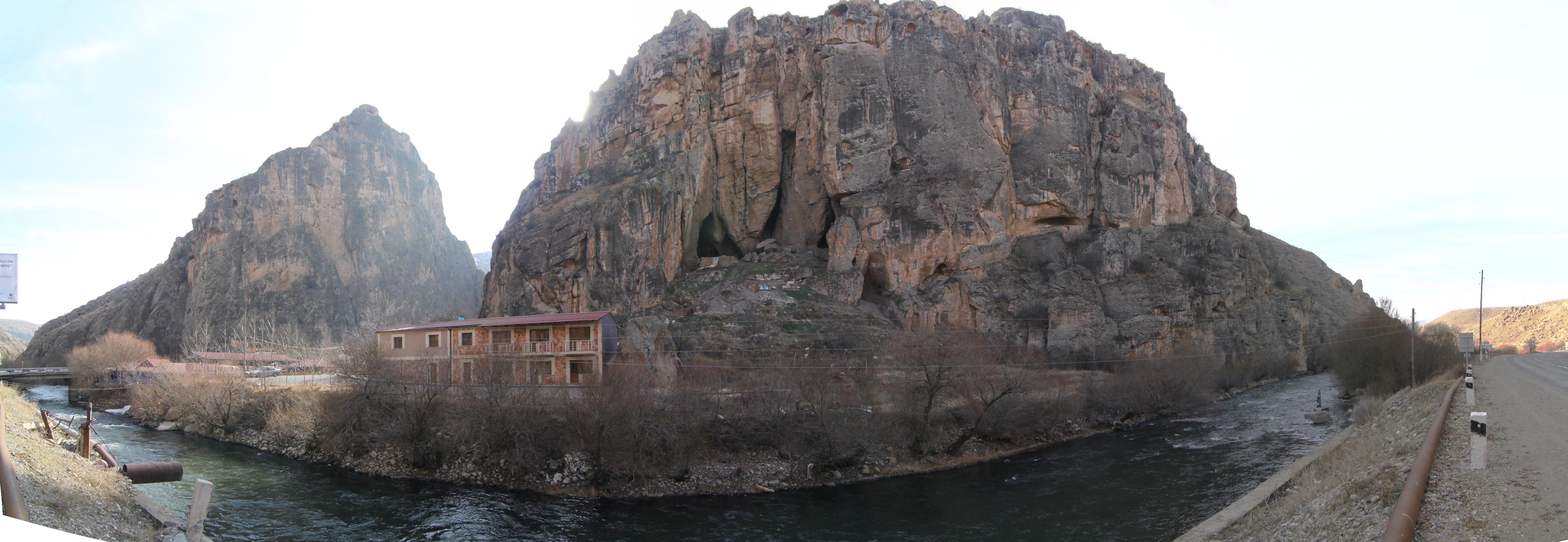
Вид на пещеру Арени с берега реки Арпа

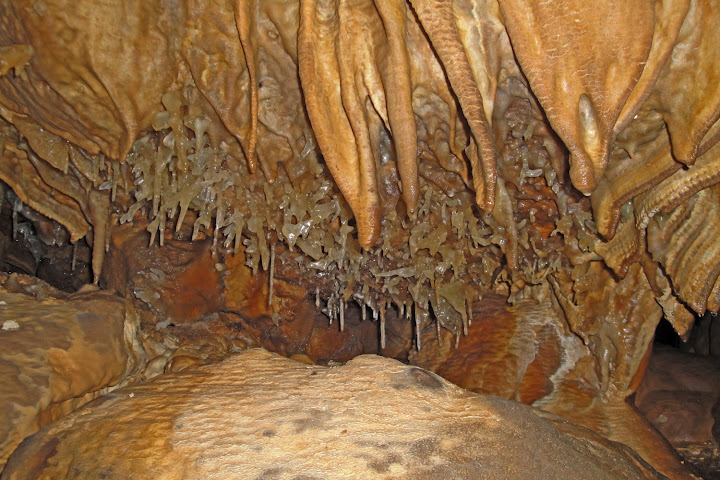
Пещера Мозров
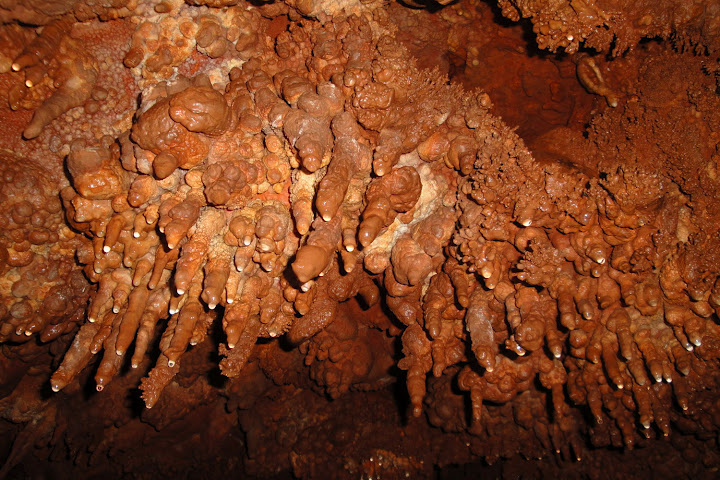
Пещера Кармир
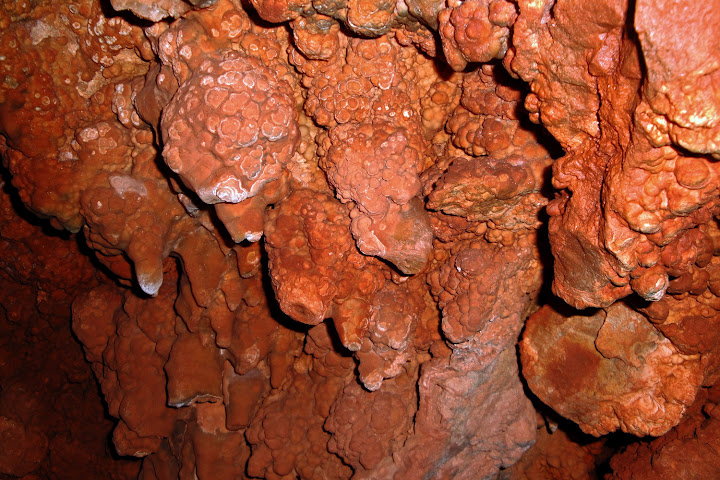
Пещера Киклоп
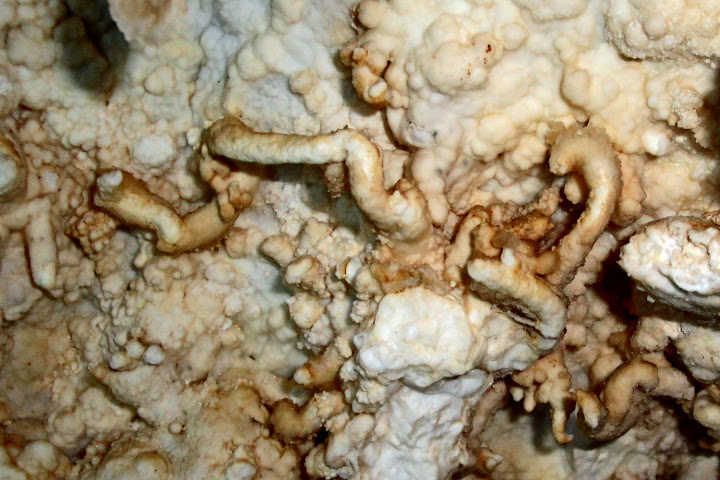
Геликтит в пещере Арджери (Медвежьей)
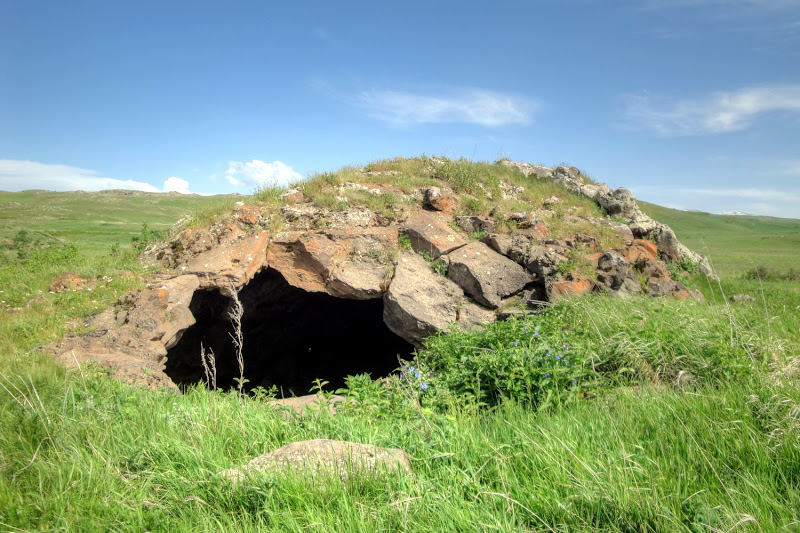
Пещера Лернанист (Сурби)
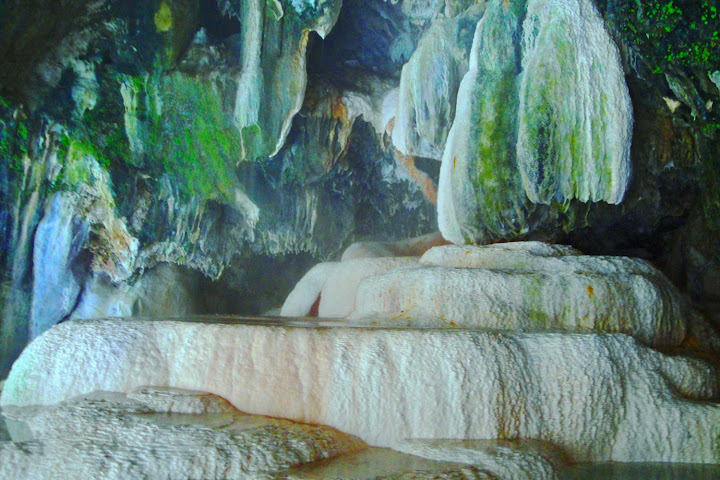
Пещера под мостом Сатани Камурдж
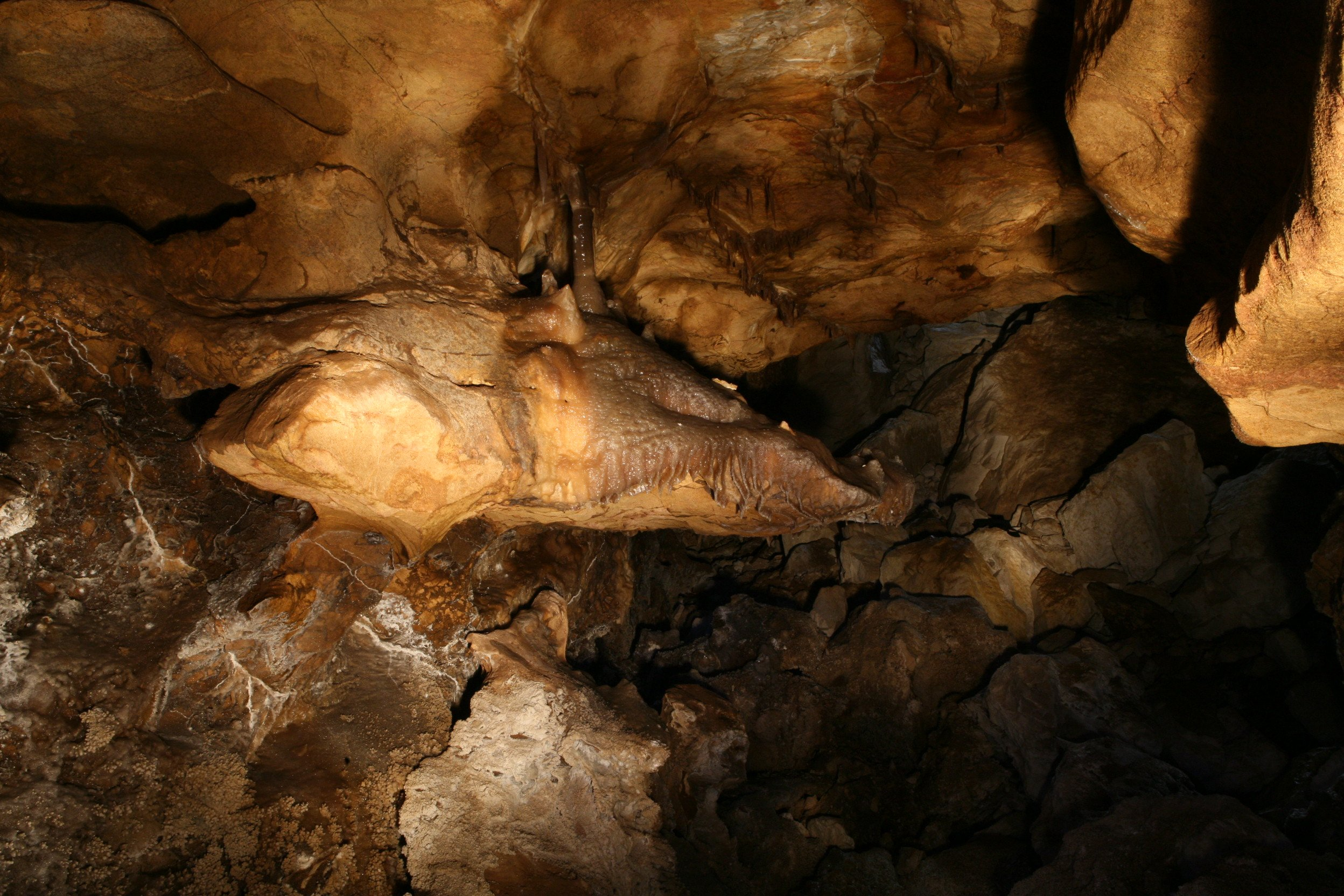
Пещера Магела
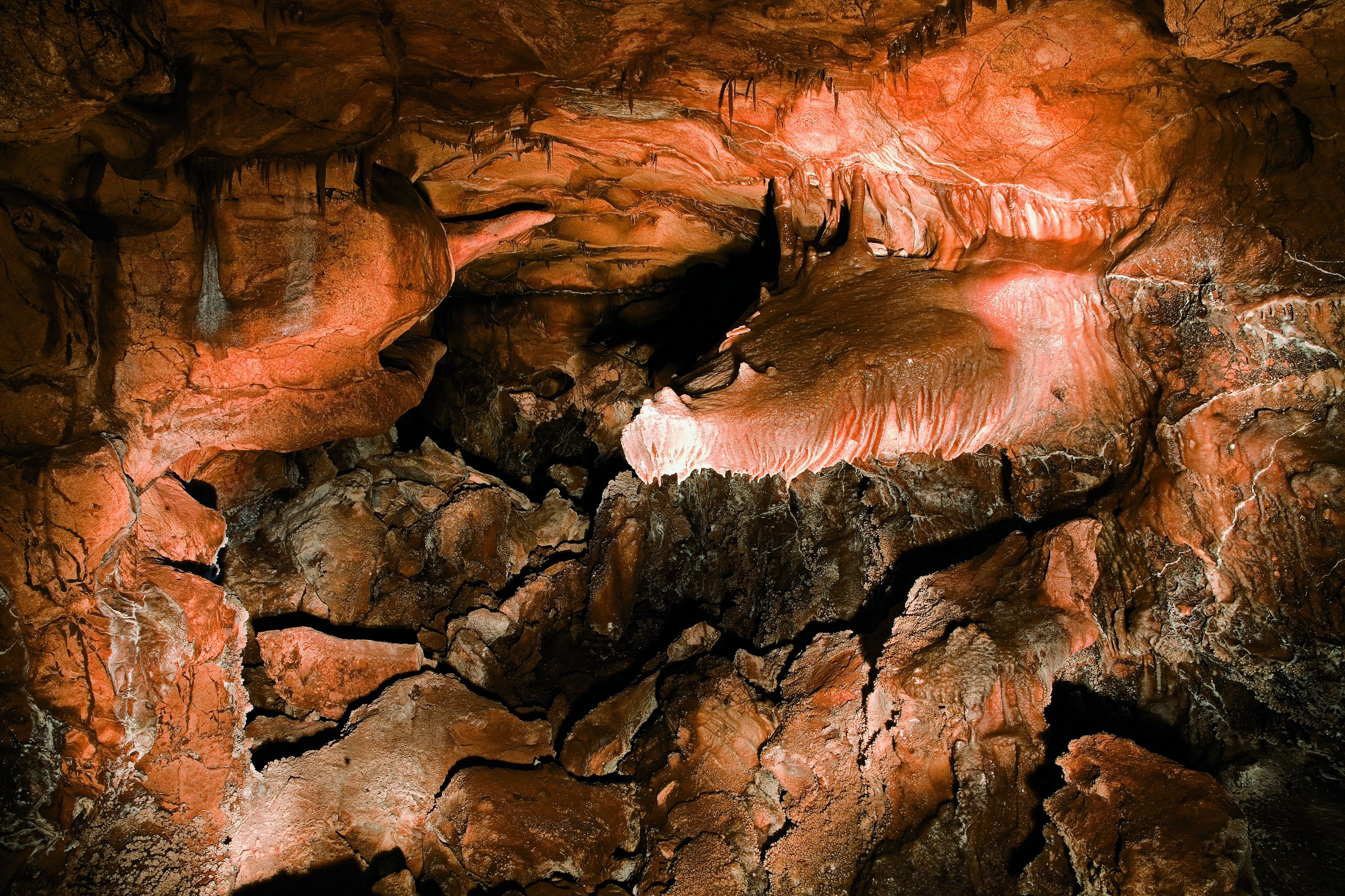
Пещера Магела